# Arbeitskreise Heimische Orchideen
Die Arbeitskreise Heimische Orchideen (AHO) sind eine deutschlandweite Verbindung regional in Deutschland tätiger Vereine, deren Mitglieder sich mit der Erforschung und Erhaltung in Deutschland wild vorkommender Orchideen befassen. Die Vorläuferorganisation wurde 1961 der „Arbeitskreis zur Beobachtung und zum Schutz heimischer Orchideen beim Institut für Landesforschung und Naturschutz Halle/Saale der Deutschen Akademie der Landwirtschaftswissenschaften zu Berlin“ gegründet. 1965 brachte der Arbeitskreis das erste Heft der Mitteilungen heraus. 1975 schloss sich der Arbeitskreis dem Kulturbund der DDR an und führte den Namen „Arbeitskreis Heimische Orchideen des Zentralen Fachausschusses Botanik im Kulturbund der DDR“. Von Gründung bis zu seinem Tod 1976 leitete Nobert Wišniewski den Arbeitskreis.
Im Jahr 1969 gründeten Orchideenfreunde in Baden-Württemberg einen Verein zum Schutz der heimischen Orchideen unter dem Namen „Arbeitskreis Heimische Orchideen“ (AHO). 1972 wurde in Unterfranken „Arbeitskreis Heimische Orchideen“ gegründet. 1974 kam es Gründung eines AHO in Bayern. In den nächsten Jahren folgten Gründungen eines AHO in weiteren Bundesländern.
Die einzelnen Landesverbände machen regelmäßig Ausstellungen, Exkursionen und Kartierungen, um die Habitate der verschiedenen rezenten und historischen Orchideenarten kennenzulernen. Des Weiteren werden auf Biotopen Pflegemaßnahmen durchgeführt, um Orchideenlebensräume zu bewahren.
Gelegentlich werden Grundstücke aufgekauft oder gepachtet, um so Biotope erhalten zu können. Da viele Orchideenarten in Biotopen vorkommen die durch historische Bewirtschaftungsweisen entstanden sind, werden von Mitgliedern Orchideenbiotope, häufig in Zusammenarbeit mit anderen Naturschützern, gepflegt. Dazu werden Brach gefallene, überwucherte Flächen gemäht oder entbuscht.
Zumeist arbeiten die Arbeitskreise Heimische Orchideen auch mit örtlichen Naturschutzverbänden zusammen.
Zweimal im Jahr erscheinen die Berichte aus den Arbeitskreisen Heimische Orchideen Deutschlands. Darin werden neben Publikationen über Orchideen aus Deutschland, Europa und anderen Gegenden der Welt auch immer wieder wissenschaftliche Erstbeschreibungen veröffentlicht. Der AHO Baden-Württemberg gibt eine eigene viermal jährlich erscheinende Zeitschrift heraus, das „Journal Europäischer Orchideen“.
Öffentlichkeitsarbeit in Form von Fachvorträgen bei Naturschutzverbänden, Heimatvereinen und auch Schulen wird durchgeführt. Auch Fotoausstellungen und Durchführung von Exkursionen findet im Rahmen der Öffentlichkeitsarbeit statt.
Seit dem Jahr 1989 küren die Arbeitskreise jährlich die Orchidee des Jahres.

## Regionale Vereine
Zu den Arbeitskreisen zählen 13 regionale Vereine:
- Arbeitskreis Heimische Orchideen Baden-Württemberg: Dieser Verein hat seinen Sitz in Stuttgart. Mitteilungsblatt des Vereins ist das Journal Europäischer Orchideen mit derzeit viermal jährlicher Erscheinungsweise.[2]
- Arbeitskreis Heimische Orchideen Bayern e. V. (AHO Bayern): Der Verein wurde mit Eintragung ins Vereinsregister des Amtsgerichtes München unter der Nummer VR 9171 am 24. November 1977 ins Leben gerufen. Der Erste Vorsitzende ist Adolf Riechelmann.[3]
- Arbeitskreis Heimische Orchideen Brandenburg
- Arbeitskreis Heimische Orchideen Hamburg: Der Verein wurde 1998 von Mitgliedern des Vereins D. O. F. H. Die Orchideen-Freunde Hamburg e. V. gegründet.[4]
- Arbeitskreis Heimische Orchideen Hessen (AHO Hessen): Dieser Verein wurde 1979 in Hanau gegründet.[5]
- Botanische Spezialgruppe Heimische Orchideen, AG Geobotanik Mecklenburg-Vorpommern[6]
- Arbeitskreis Heimische Orchideen Niedersachsen e. V.: Dieser Verein wurde 1981 in Göttingen gegründet; seit der Umbenennung 1988 trägt er den heutigen Namen Arbeitskreis Heimische Orchideen Niedersachsen. Seit 1989 ist er als eingetragener Verein mit eigener Satzung registriert.[7]
- Arbeitskreis Heimische Orchideen Nordrhein-Westfalen: Der Verein wurde 1983 als ein Arbeitskreis des Bundes für Umwelt und Naturschutz Deutschland, Landesverband Nordrhein-Westfalen e. V. gegründet.[8]
- Arbeitskreis Heimische Orchideen Rheinland-Pfalz/Saarland e. V.: Im März 1981 wurde der Arbeitskreis Heimische Orchideen Rheinland-Pfalz in Koblenz gegründet, der seit April 1981 als gemeinnütziger Verein anerkannt ist. Durch den Anschluss der Orchideenfreunde aus dem Saarland an den Arbeitskreis Heimische Orchideen Rheinland-Pfalz entstand 1986 der Arbeitskreis Heimische Orchideen Rheinland-Pfalz/Saarland e. V.[9]
- Arbeitsgemeinschaft AHO Sachsen im Landesverein Sächsischer Heimatschutz[10]
- Arbeitskreis Heimische Orchideen Sachsen-Anhalt e. V.: Der Verein hat seine Wurzeln in dem 1961 gegründeten „Arbeitskreis zur Beobachtung und zum Schutz heimischer Orchideen“. 1977 wurde im damaligen Bezirk Halle ein eigenständiger Arbeitskreis „Heimische Orchideen“ gegründet. Durch die Wende kam es zu einer Arbeitsunterbrechung und 1991 erfolgte die Gründung des Arbeitskreises Heimische Orchideen Sachsen-Anhalt e. V. Dieser ist gleichzeitig der Landesfachausschuss 'Heimische Orchideen' des NABU.[11]
- Arbeitskreis Heimische Orchideen Schleswig-Holstein
- Arbeitskreis Heimische Orchideen Thüringen e. V.: Der Verein wurde am 3. Februar 1991 in Erfurt gegründet, wo er auch seinen Sitz hat und im dortigen Vereinsregister des Amtsgerichtes eingetragen ist.[12]